# بهیرکند
بهیرکند (به انگلیسی: Bherkund) یک منطقهٔ مسکونی در پاکستان است که در ناحیه مانسهره واقع شده‌است.